# 対外硬
対外硬（たいがいこう）とは、国際社会における日本国家の現状を対外的に危機的状況と考え、国際協調を否定して、国家の自主・独立を重んじて軍事力をも視野においた強硬的な外交でのみによってこの危機を打開できるとする思想・主張のこと。政府外の在野・民間にあってこうした考えを支持する人々・党派を対外硬派（たいがいこうは）と呼び、明治後期の条約改正から日清・日露戦争、韓国併合の時期に最も盛んであった。明治政府に反対する勢力がナショナリズムの下に党派を超えて大衆を結集させた。

## 概観

### 条約改正
その原点は、幕末の攘夷論や明治初期の征韓論などに求めることも可能であるが、直接的な原因としては、明治政府が条約改正に際して採った欧化政策とそれに対する反発としての国粋主義の高揚が上げられる。いわゆる日本主義者が、『日本』を舞台に政府の外交方針と自由民権運動の民力休養路線の双方を批判して、強硬的な外交政策による不平等条約解消とその裏付けとなる軍事力の拡張を主張した。

### 硬六派
この路線を奉じる安部井磐根・佐々友房・神鞭知常らは1893年に大日本協会を結成して、「条約励行・自主外交・対清強硬」を掲げた。これに対して東洋自由党・同盟倶楽部・立憲改進党・国民協会・政務調査会の5党派がこれに呼応して、「日英通商航海条約締結の反対」・「清国への早期開戦」を掲げて共闘を約した。この6党を対外硬六派（たいがいこうろっぱ、略して「硬六派」とも）と呼ぶ。

### 第二勢力
こうした動きは世論を日清開戦論へと動かす契機にはなったが、これらの政党は対外政策では一定の一致をみていたものの、国内政策では国粋主義的な大日本協会や国民協会から自由民権運動の中でも急進派である東洋自由党まで幅広い勢力を含んでいたために、政府あるいは衆議院第1党の自由党あるいは後に同党と伊藤博文系官僚勢力が合同した立憲政友会に対する批判でしか一致をみなかった。実際にこの勢力の主流は後の猶興会（のちの又新会）・進歩党・憲政本党・立憲国民党・憲政会と続く「反自由党」・「反政友会」の第2党勢力の母胎となっていくのである。

### 日露開戦
日清戦争後に一時的に沈静化していた対外硬の再燃が始まるのは、義和団の乱後のロシア軍による満州駐留であった。旧摂関家の当主であった近衛篤麿（文麿の父）を擁した対露同志会を始めとして、七博士建白事件における日露開戦論の高まり、戦後のポーツマス条約締結に反対する民衆による日比谷焼討事件など、対外硬派の影響によるところが大きい。また、戦後には韓国の併合を積極的に唱えた。

### 普選と国粋
ところが、日比谷焼討事件に対する評価が対外硬派を分裂の方向に向かわせることになる。自由民権運動の流れを汲みこの動きを評価する人々は、1905年に国民倶楽部を結成して「内に立憲主義、外に帝国主義」という標語を掲げて、普通選挙を行って正しい国民の声を政治に反映させることが国家の自主・独立の確立に必要であると主張した。だが、逆に国粋主義の流れを汲みこの動きを国内における危機と見た人々は既に1900年に近衛篤麿が結成していた国民同盟会（1902年解散）の流れを汲む諸派に結集して、国家主義の強化と国民への統制強化によって国民が一致団結して自主・独立を追求すべきであると唱えた。
この路線対立は、その後の辛亥革命や対米移民問題、第一次世界大戦などで対外硬が度々再燃して、結果として対外的にはその方向に向かいながらもそれらは帝国主義や大東亜共栄圏の構想に帰結し、「対外硬」という言葉自体が色褪せる原因となっていった。